# Chiesa di San Cristoforo Minore
La Chiesa di San Cristoforo Minore è una ex piccola chiesa e oratorio di rito cattolico romano situato in piazza Turi Ferro, già di Santo Spirito, nel centro della città di Catania.
Presumibilmente ora è la chiesa di San Leone e di proprietà della parrocchia greco-ortodossa di Catania, ma è perlopiù chiusa. La chiesa ha una snella facciata barocca. Nel XVIII secolo la chiesa venne associata ad una confraternita cattolica: la Congregazione Santissima Maria Addolorata.